# Joaquín de Arredondo
José Joaquín de Arredondo y Mioño (1768, Barcelona, Reino de Aragón – 1837, La Habana, Capitanía General de Cuba) fue un noble y militar español al servicio de la Corona de Castilla en las dos últimas décadas del dominio español en la Nueva España, siendo uno de los principales jefes realistas durante la Guerra de Independencia del Imperio Mexicano. Alcanzó la graduación de brigadier de los Reales Ejércitos y el cargo de comandante militar de las Provincias Internas de Oriente al norte de la Nueva España (Texas, Nuevo  León, Coahuila, y Nuevo Santander). Fue caballero de la Orden de Calatrava.

## Familia y nacimiento
José Joaquín nació en 1768 en Barcelona, siendo hijo del teniente general Nicolás Antonio de Arredondo y Pelegrín, quien fuera virrey del Río de la Plata y capitán general de los Reinos de Valencia y Murcia, y de Josefa Rosa de Mioño-Bravo de Hoyos y Bustamante (hija de los II condes de Estradas). Fue hermano del mariscal de campo Manuel Arredondo y Mioño, II marqués de San Juan de Nepomuceno (por sucesión de su tío Manuel de Arredondo y Pelegrín muerto sin descendencia en Lima), y del brigadier Agustín de Arredondo, también caballero de la Orden de Calatrava, combatiente en la Guerra de Independencia Española.
Fue bautizado el 13 de mayo de 1775 en la parroquia de San Pedro de las Puellas, Barcelona, donde estaba destinado su padre, aunque su linaje procedía de Bárcena de Cicero, Cantabria, documentado desde el siglo XVI, con el matrimonio de Pedro García de Arredondo, señor de la Casa de Arredondo en Riva, y María de Agüero Alvarado y Bracamonte (descendiente de Mosén Rubí de Bracamonte, almirante mayor de Francia y Castilla). Al igual que otros linajes hidalgos cántabros, los Arredondo se vincularon en vasallaje a la poderosa Casa de Velasco desde al menos el siglo XIII. Tanto su padre, su abuelo y su bisabuelo fueron caballeros de la Orden de Calatrava, al igual que él y sus hermanos, aunque otros miembros de su familia se han documentado en la Orden de Santiago, Carlos III y otras.

## Carrera militar
Arredondo ingresó en la guardia real española como cadete en 1787 y fue enviado por el servicio de Nueva España. En 1810 fue ascendido al rango de coronel y dado el mando del regimiento de infantería de la Vera Cruz. En 1811 fue nombrado comandante militar de Huasteca y gobernador de Nuevo Santander. Arredondo tuvo una interpretación rígida de las leyes de guerra sobre los partisanos de la guerrilla, y los insurgentes. Aplicó sus rígidas reglas de guerra en las campañas pro activas de Miguel Hidalgo y Costilla y las revueltas criollas de los años 1811 y 1813, tomando parte de la conspiración de Ignacio Elizondo para capturar a Miguel Hidalgo. Arredondo fue recompensado por sus acciones en la supresión de los revolucionarios por su nombramiento como comandante de la División Este de la Provincias Internas conocida después como las Provincias Internas de Oriente (compuesta por las provincias de Coahuila, Texas, Nuevo Santander y la de Nuevo Reino de León), el movimiento de independencia no sería apoyado por una mayoría de la población de esas provincias hasta finales de la década de 1810, después del impulso hacia la independencia a través de personajes como fray Servando Teresa de Mier.

### Texas
Como parte del Nuevo Reino de León, Coahuila, Nuevo Santander y el área de Texas y entonces conocida como Tejas era un baluarte fronterizo primariamente contra los ataques de merodeadores a gran escala de las naciones indígenas hostiles, como los Apaches, y Comanches. Debido a la hostilidad a largo plazo entre los asentamientos indios y europeos en la zona.

## Primera rebelión en Texas
En 1811, José Bernardo Maximiliano Gutiérrez de Lara idealista y herrero de profesión, originario de Nueva Santander, se unió a la facción insurgente de Hidalgo. Tenía importantes contactos en la región y su gran destreza miliar consiguió rápidamente el grado de teniente coronel en el Ejército de las Américas de Hidalgo y viajó a Washington, Baltimore y Filadelfia, para alistar ayuda de sus metas personales en el movimiento sobre todo en Texas y Nuevo Santander. En Washington y Filadelfia, conoció a José Álvarez de Toledo y Dubois, un aventurero del Caribe que era un hombre buscado por las autoridades españolas en Texas. Tanto en su salida y regreso, a través del terreno neutral, en la frontera entre Texas y Luisiana, recibió la simpatía y aliento de numerosas facciones, interesados en Texas. En Natchitoches, que tenía un gran asentamiento predominantemente estadounidense, Gutiérrez hizo planes para invadir el resto de Texas desde el este. Ordenó a otro aventurero y exteniente del Ejército de Estados Unidos, Augustus Magee para llevar a cabo la misión en el campo. William Shaler, escritor y cónsul estadounidense en La Habana, Europa y Argel, también apoyó a los dos. Se cree que Shaler fue probablemente un miembro del aún poco conocido servicio de inteligencia secreto estadounidense. A su vez, es probable que Gutiérrez y Magee y tuvieran el apoyo del gobierno de Estados Unidos, como el secretario de estado James Monroe. Sin embargo, la postura oficial de Estados Unidos, después de la invasión fue de desaprobación.
Desde su sede en territorio neutral, Gutiérrez y Magee reclutaron voluntarios de Luisiana y Texas. Crearon la llamada Expedición de Gutiérrez-Magee a los voluntarios se les ofrecieron cuarenta dólares al mes y una legua del terreno a ser capturado. Desde San Antonio (entonces conocido como San Antonio de Béjar), el gobernador de Texas Manuel María de Salcedo, a través de su red de inteligencia, buscó de manera exhaustiva de conseguir más ayuda, de sus superiores y compañeros de armas al sur del río Grande, para prepararse para la invasión y limitar la distribución de propaganda rebelde.
El 12 de agosto de 1812, el Ejército Republicano del Norte, de unos 150 hombres, cruzó el río Sabinas y tomó Nacogdoches sin resistencia. El capitán realista Montero no pudo reclutar un solo civil para la causa, ya que la mayoría de la provincia estalló en apoyo del movimiento de independencia de un momento a otro. Incluso, mientras se retiraba hacia San Antonio, numerosos miembros de su ejército y los residentes del este de Texas se unieron a los invasores. A finales del otoño, el Ejército Republicano del Norte controlaba el área entre el río sabinas y el río Guadalupe.
Después de recibir refuerzos y llevar a cabo negociaciones, Salcedo y el teniente gobernador Muñoz de Echavarría se desplegaron a lo largo del río Guadalupe al este de San Antonio para reunirse con el Ejército Republicano invasor. Al enterarse de esto, Gutiérrez y Magee se dirigieron hacia el sur por el valle del río Guadalupe, procedieron a La Bahía, donde tomaron control sin mucha resistencia, poco después el gobernador Salcedo dirigió un asedio al presidio La Bahía, donde se agruparon los rebeldes. El 6 de abril de 1813, Gutiérrez declaró la provincia de Texas independiente de España, sin embargo esta independencia no sería reconocida en su totalidad hasta 1821.

### La respuesta de Arredondo
Al mismo tiempo, para enfrentar la amenaza de la provincia recién separada, la corona española nombró al general José Joaquín de Arredondo al mando de las divisiones oriental y occidental, de la Provincias Internas. Rápidamente se reorganizó las fuerzas realistas, los nuevos funcionarios designados, perforados sus tropas, y esperó para suministros adicionales, mientras que la planificación para una amplia aplicación de sus tácticas de contrainsurgencia. Sin embargo, la ira de los criollos realistas, hacia el régimen de Gutiérrez, fue tal que muchos deseaban retribución rápida y violenta, marchando hacia San Antonio, para capturar y ejecutar al rebelde.
Mientras tanto, después de los arbitrarios métodos de Gutiérrez, el maltrato a los realistas españoles, las políticas antirrepublicanas del régimen de Gutiérrez, habían dado lugar a una pérdida total de confianza en Gutiérrez entre los Anglo-Tejanos. El 4 de agosto de 1813, Gutiérrez fue destituido por estos elementos propagandistas que instituyeron a José Álvarez de Toledo y Dubois, antiguo oficial naval y miembro de las cortes españolas de Santo Domingo.
Con el gobierno de Texas paralizado por estos eventos, Arredondo lanzó su campaña el 18 de agosto de 1813. Con su ejército, reforzado por criollos, provocados por los asesinatos sin sentido de Salcedo y su compañía, Arredondo ahora contaba con unos 1800 soldados. De inmediato se fue a San Antonio de Bexar, con el firme propósito de aplicar sus conceptos rígidos de la guerra de contrainsurgencia, en toda la población tejana.

### La batalla de Medina
La rapidez de la campaña de Arredondo tomó a los Tejanos por sorpresa. Al mando de José Álvarez de Toledo y Dubois los tejanos apresuradamente agruparon el ejército y se reunieron con Arredondo en la batalla de Medina de cuatro horas de duración. El Ejército realista destruyó por completo el Ejército Republicano del Norte que contaba con 1300 hombres. Logrando escapar por lo menos 100 soldados republicanos, varios cientos fueron capturados, y el resto murieron.
Después de sus victorias, nombró a Cristóbal Domínguez como gobernador interino de Texas y a su muerte le sucedió Benito Armiñán. Después de completar su misión en Texas, se dirigió al sur, a Monterrey. Posteriormente, sufrió su expedición fuerte de 1780 hombres una dolorosa derrota ante las huestes de Mina, con un ejército muy inferior en números de hombres en Peotillos. Una vez derrotado, Benito Armiñan huyó ante la expedición  de Francisco Xavier Mina, después de esa derrota, de donde regreso a Nuevo Santander; Mina continuó su paso, rumbo al Bajio para reunirse a Pedro Moreno en octubre de 1817. Arredondo continuó siendo el jefe militar principal de la provincia de Coahuila y Texas, hasta su retiro, después de participar en su entrada a Ciudad de México, al lado de Agustin de Iturbide, acompañando al Ejército Trigarante, proclamada la  Independencia de México. 

### Lealtad mexicana
Cuando se aprobó el Plan de Iguala, juró lealtad a México el 3 de julio de 1821 en Saltillo. Proclamada la independencia el 28 de septiembre, Arredondo entregó su mando y se jubiló en La Habana, Cuba, posesión española. Murió en 1837 poco después de que Texas hubiese conseguido la independencia.